# Herrarnas poänglopp i bancykling vid olympiska sommarspelen 2008
Herrarnas poänglopp i bancykling vid olympiska sommarspelen 2008 ägde rum den 16 augusti i Laoshan Velodrome.
Detta bancykelformat består av ett enda lopp. Loppet är 40 kilometer långt, vilket motsvarar 160 varv. Den cyklist som i slutet av loppet fått först poäng vinner. Det finns två sätt att ta poäng på; det första sättet är att varva gruppen. Varje gång en cyklist tar ett helt varv på klungan, får han 20 poäng. Om en cyklist tappar ett helt varv till klungan, förlorar han å andra sidan 20 poäng. Det andra sättet att ta poäng på är att ta poäng i spurterna som kommer vart tionde varv. De första cyklisterna får poäng i fallande ordning. Ettan får 5 poäng, tvåan 3 poäng, tvåan 2 poäng och fyran 1 poäng.

## Medaljörer
| Event               | Guld                  | Silver               | Brons                       |
| Herrarnas poänglopp | Joan Llaneras Spanien | Roger Kluge Tyskland | Chris Newton Storbritannien |

## Resultat
| Placering | Namn                     | Sprint- poäng | Extra- varv | Totala poäng |
| --------- | ------------------------ | ------------- | ----------- | ------------ |
| 1         | Joan Llaneras (ESP)      | 20            | 2           | 60           |
| 2         | Roger Kluge (GER)        | 18            | 2           | 58           |
| 3         | Chris Newton (GBR)       | 16            | 2           | 56           |
| 4         | Cameron Meyer (AUS)      | 16            | 1           | 36           |
| 5         | Vasili Kiryienka (BLR)   | 14            | 1           | 34           |
| 6         | Daniel Kreutzfeldt (DEN) | 9             | 1           | 29           |
| 7         | Zachary Bell (CAN)       | 7             | 1           | 27           |
| 8         | Makoto Iijima (JPN)      | 3             | 1           | 23           |
| 9         | Milan Kadlec (CZE)       |               | 1           | 20           |
| 10        | Greg Henderson (NZL)     | 13            |             | 13           |
| 11        | Rafał Ratajczyk (POL)    | 10            |             | 10           |
| 12        | Iljo Keisse (BEL)        | 8             |             | 8            |
| 13        | Angelo Ciccone (ITA)     | 8             |             | 8            |
| 14        | Volodymyr Rybin (UKR)    | 8             |             | 8            |
| 15        | Kam Po Wong (HKG)        | 5             |             | 5            |
| 16        | Milton Wynants (URU)     | 5             |             | 5            |
| 17        | Michail Ignatiev (RUS)   | 4             |             | 4            |
| 18        | Juan Curuchet (ARG)      | 1             |             | 1            |
| 19        | Marco Arriagada (CHI)    | 1             |             | 1            |
| 20        | Peter Schep (NED)        |               |             | 0            |
| 21        | Christophe Riblon (FRA)  | 3             | -1          | -17          |
| 22        | Bobby Lea (USA)          |               | +1, -2      | -20, DNF     |
| 23        | Chun-Kai Feng (TPE)      |               | -1          | -20, DNF     |